# Hamartia clarissa
Hamartia clarissa är en fjärilsart som beskrevs av Erich Martin Hering 1937. Hamartia clarissa ingår i släktet Hamartia och familjen snigelspinnare. Inga underarter finns listade i Catalogue of Life.